# Mazda Kai
La Mazda Kai est un concept car du constructeur automobile Japonais Mazda, présenté au salon de Tokyo en 2017.
Elle se présente sous la forme d'une compacte sportive épurée et préfigure la quatrième génération de la Mazda 3.

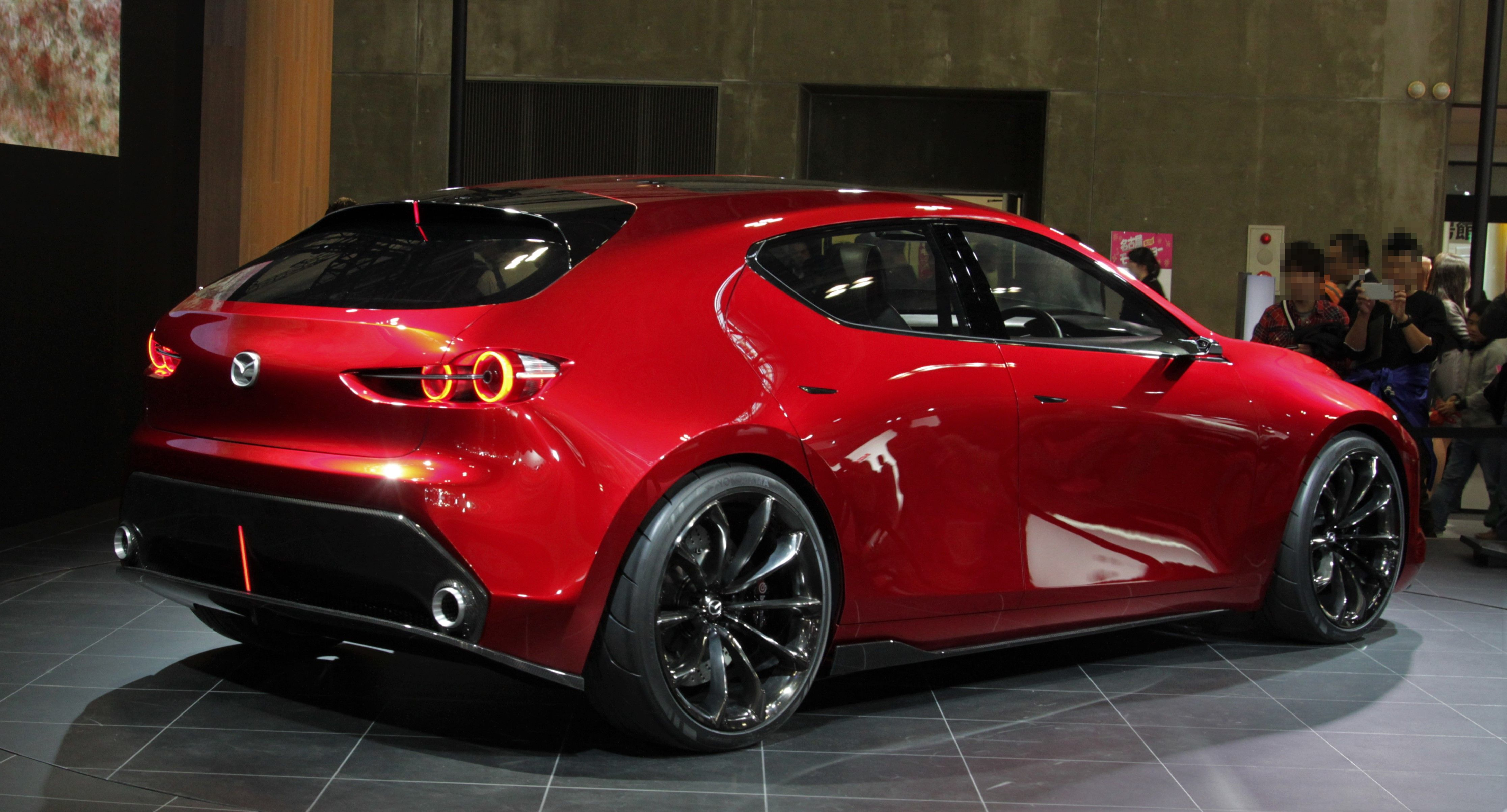
La Mazda Kai (vue arrière)

Sa principale innovation est sa motorisation essence SkyActiv-X.

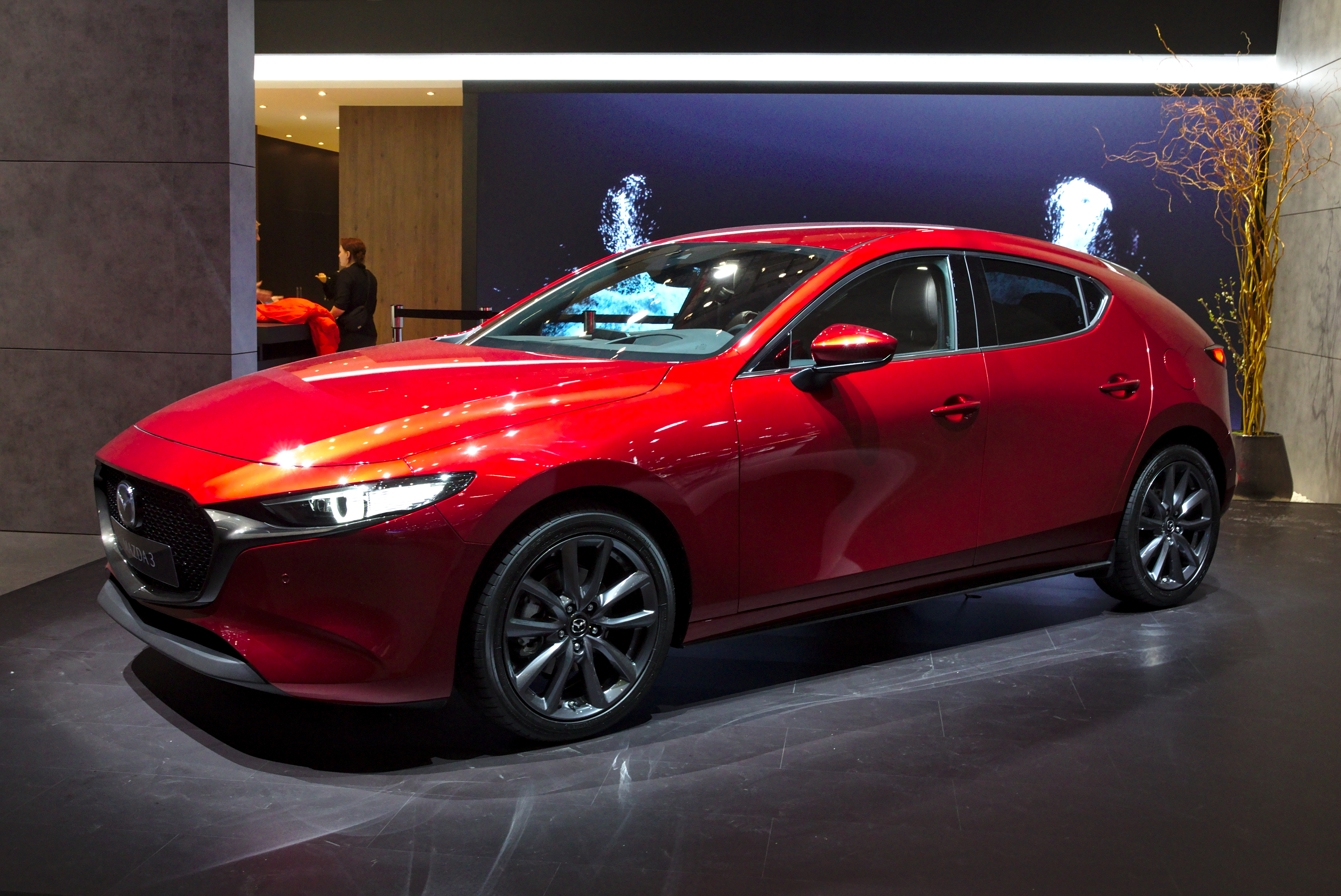
La Mazda 3 BP au salon de Genève en 2019